# Юнгстедт, Аврора
Аврора Ловийса Юнгстедт (швед. Aurora Ljungstedt, урожденная Хьорт, псевдоним — Клод Жерар, фр. Claude Gérard; 2 сентября 1821 года, Карлскруна — 21 февраля 1908 года, Стокгольм) — шведская писательница. Является одной из первых шведских писательниц, работавших в жанре криминального романа, за что была названа «шведским Эдгаром Алланом По».

## Жизнь
Родилась 2 сентября 1821 года в шведском городе Карлскруна.
Аврора была старшей в семье из четырех детей у родителей, Георга Леонарда Хьорта (Georg Leonard Hjort, 1788—1872) и Фредрики Элизабет Альф (Fredrika Elisabeth Alf, 1792—1877). В 1846 году она вышла замуж за служащего тюремной конторы Сэмюэля Виктора Юнгстедта (Samuel Viktor Ljungstedt, 1820—1904) и поселилась в Стокгольме. У супругов было трое детей.
В юности Юнгстедт проявила талант к писательскому творчеству, что не одобрялось ее матерью, поскольку та считала, что литературная карьера не подходит ее дочери. После замужества интересы Юнгстедт получили поддержку у её супруга. Как писательница Аврора Юнгстедт дебютировала в 1840-х годах. Вначале она писала, подписываясь псевдонимом Claude Gérard, пока в 1870-х годах не получила известность у читателей.
Детективные романы писательницы пользовались успехом в Швеции. Они печатались в сборниках произведений шведских писателей, так и выходили отдельными книгами, были переведены на французский и датский языки. На творчество Юнгстедт оказали влияние произведения французского писателя основоположника уголовно-сенсационного жанра Эжена Сю (Eugéne Sue) и английского писателя Эдварда Бульвера. В ее романах читатель сталкивается с мистикой и сверхъестественными явлениями.